# 恋なんて
「恋なんて」（こいなんて）は、古内東子の21枚目のシングル。2002年5月22日にソニー・レコードからリリースされた。

## 解説
1993年のデビュー以来在籍したソニー・レコードから発売された最後のシングル。

## 収録曲
作詞・作曲：古内東子
1. 恋なんて
編曲：五十嵐宏治
2. あと5分だけ
編曲：古内東子
3. 恋なんて （backtracks）